# Chľaba
Chľaba (Hongaars:Helemba) is een Slowaakse gemeente in de regio Nitra, en maakt deel uit van het district Nové Zámky.

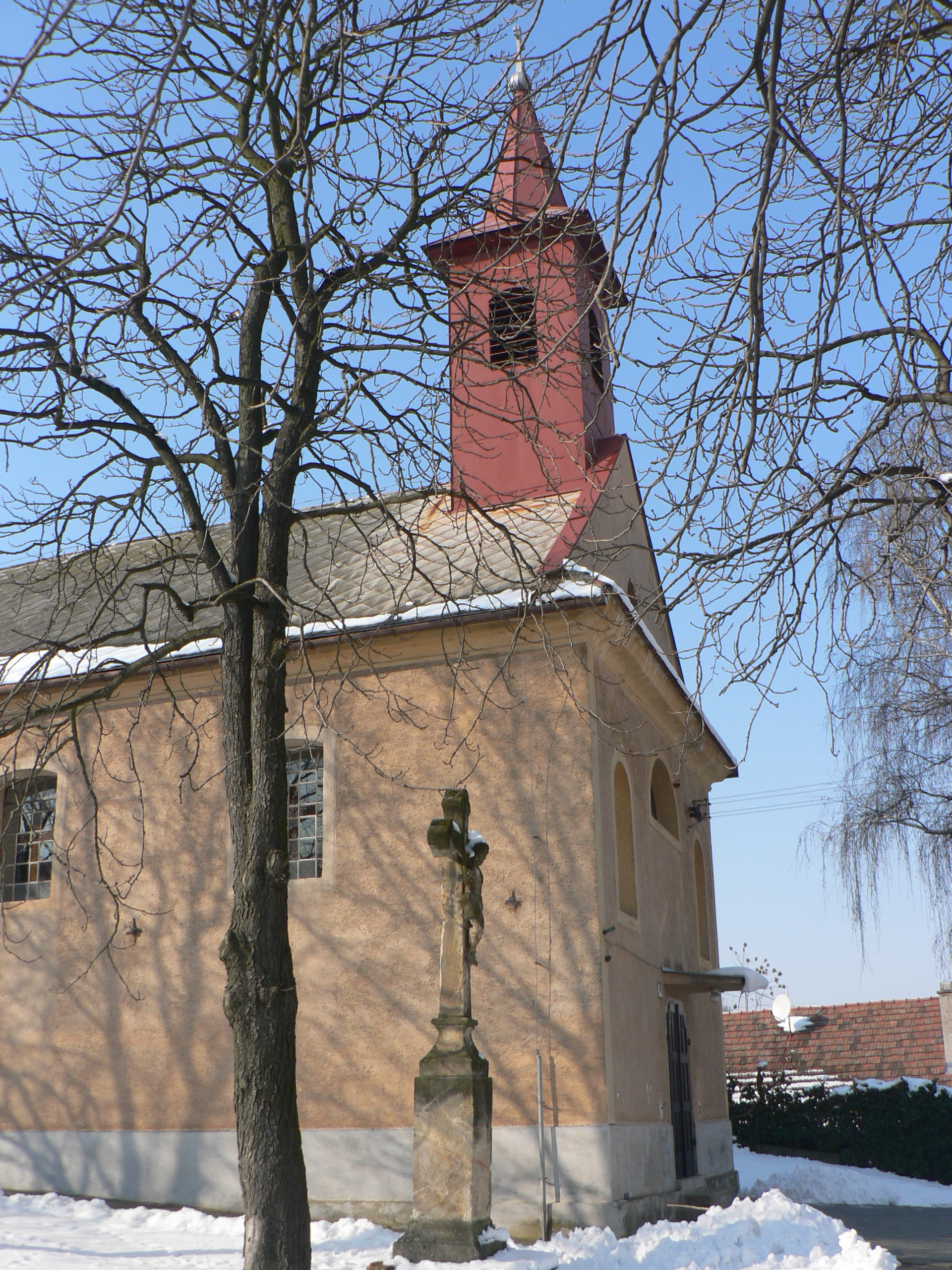
Kerk

Chľaba telt 714 inwoners.